# 434
434 foi um ano comum do século V no Calendário Juliano. com 52 semanas, o ano teve início e fim numa segunda-feira com a letra dominical G. Segundo o horóscopo chinês, foi o ano do Cão.
| Ano completo                         |
| ------------------------------------ |
| Ano comum com início à segunda-feira |

## Eventos
Átila, o Huno torna-se o rei dos hunos